# ロンズデール (ファッションブランド)
ロンズデール・ロンドン(LONSDALE LONDON)は、イギリスのファッションブランド。

## 設立
1960年にプロボクサーであるバーネット・ハートによって設立され、ブランドの名前は第7代ロンズデール伯爵ジャームズ・ラウザーの許可のもと、英国ボクシング協会の設立者である第5代ロンズデール伯爵ヒュー・ラウザーにちなんで付けられた。
ボクシンググローブや衣服といったアイテムを販売しており、モハメッド・アリやシュガー・レイ・ロビンソンといったプロボクサーやポール・ウェラーやオアシス、ブラーのメンバー達といったブリット・ポップを代表するミュージシャンにも広く愛好された。
1990年代、ロンズデールはヨーロッパ全域とオーストラリアに市場を拡大していく。
2000年代になると、ロンズデールはネオナチの思想を持つ若者が好んで愛用するブランドとして知られるようになった。ロンズデールの服の上に上着を着ると「NSDA」という文字のみが表示され、これが国家社会主義ドイツ労働者党を意味することからナチス的なシンボルとして好まれたのである。このような経緯から英国圏では「レイシスト」が着るブランドの代名詞となり、オランダの一部ではロンズデールの着用を禁止する地域もあった。これを受けてロンズデール側は反人種差別的なキャンペーンを行い、非白人のモデルを起用したり、人種差別に反対するメッセージが込められたTシャツなどを発売するようになる。

## 後援したことのあるボクサー
- モハメッド・アリ
- カール・フローチ
- デヴィッド・プリンス
- レノックス・ルイス
- ジョー・カルザゲ
- ヘンリー・ホッパー
- ジェームス・デゲール
- オードリー・ハリソン
- ジョナサン・オークリー
- リッキー・ハットン
- トニー・ジェフリーズ
- ブライアン・ロンドン
- ライアン・ローズ
- シュガー・レイ・ロビンソン

## 日本での展開
日本では英国と同じラインの衣服が「クラシック」として売られているが、「LDS」「BLACK BRITISH」といった日本の不良文化を意識したいわゆる「ヤンキー」向けのアイテムが代理店からデパートや通信販売で販売されている。

## リンク
- 公式ウェブサイト
- History of Lonsdale London